# Зайцев, Игорь Григорьевич
Игорь Григорьевич Зайцев (род. 14 марта 1961, Красный Луч, Луганская область) — российский актёр театра и кино, режиссёр театра, кино, клипов и рекламы, сценарист.

## Биография
Родился 14 марта 1961 года в городе Красный Луч Луганской области Украинской ССР.
В 1981 году окончил Ростовское училище искусств, специальность «актёр театра».
В 1990 году окончил ТУ им. Щукина, специальность «режиссёр драмы».
В 1983—1991 годах работал в Камчатском театре драмы (режиссёр-постановщик, актёр).
В 1991—1993 годах — актёр и режиссёр театра «Школа драматического искусства».
В 1993—1995 годах — режиссёр, руководитель экспериментальной студии театра «Около дома Станиславского».

## Реклама
С 1995—2003 гг. — режиссёр рекламы и музыкального видео для группы «Машина времени», Натали («Ветер с моря дул») и др.
Около сорока рекламных роликов, включая такие бренды, как «Тойота», «Дюпон», «Панасоник», «Кэнон», «Электролюкс».

## Награды
2008 год — «Лучший телесериал Первого канала» («Каникулы строгого режима»).
2008 год — Номинация «ТЭФИ» — лучший режиссёр и лучший телесериал («Диверсант. Конец войны»).
2008 год — Премия «Золотой орёл» — лучший телесериал («Диверсант. Конец войны»).
2009 год — Гран-при Московского Международного фестиваля комедийных фильмов («Каникулы строгого режима»).

## Творчество

### Актёр
1. 2009 — Каникулы строгого режима — Гурин
2. 2013 — Чкалов — Яков Иванович Алкснис, командующий ВВС РККА
3. 2013 — Красные горы — эпизод
4. 2018 — Тобол — обер-фискал А. Я. Нестеров

### Режиссёр
1. 1992 — Кто там? (короткометражка)
2. 2005 — Есенин
3. 2007 — Диверсант. Конец войны
4. 2009 — Каникулы строгого режима[1]
5. 2013 — Чкалов[2]
6. 2012 — Красные горы[3]
7. 2015 — Великая
8. 2015 — Фантазия белых ночей
9. 2016 — Пурга
10. 2018 — Тобол
11. 2021 — За час до рассвета
12. 2021 — Бендер: Начало
13. 2021 — Бендер: Золото империи
14. 2021 — Бендер: Последняя афера
15. 2021 — Бендер (телесериал, 2021)
16. 2022 — Короли улиц (не был завершён)
17. 2024 — Казачок   (телесериал, 2024)
18. 2025 — Казачок 2 (телесериал, 2025)

### Сценарист
1. 2015 — Фантазия белых ночей

## Личная жизнь
Женат на Валерии Вегнер (род. 1988), актрисе и режиссёре.